# کوزوشیما

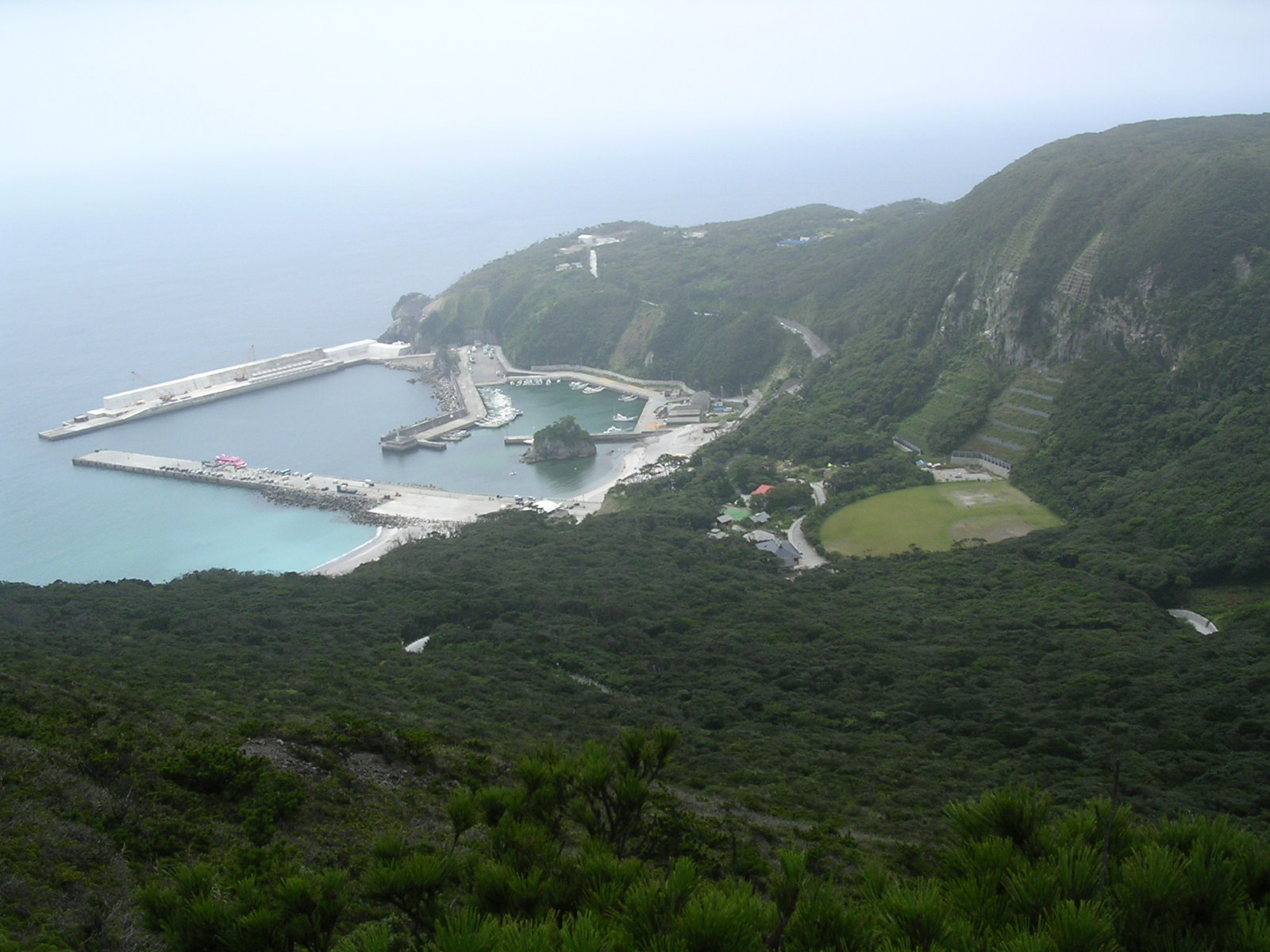
جزیرهٔ کوزوشیما

کوزوشیما (به ژاپنی: 神津島 Kōzu-shima) یکی از جزایر ایزو است. از نظر تقسیمات کشوری این جزیره یکی از بخش‌های استان توکیو محسوب می‌شود. کوه تنجو در این جزیره واقع شده‌است.

## دسترسی به جزیره
برای رفتن به این جزیره باید از کشتی یا قایق‌های شرکت دریایی توکائی کیسن (東海汽船) استفاده کرد. به‌طور کلی از هفت ترمینال مختلف این شرکت در شرق هونشوی ژاپن می توان به هفت جزیرهٔ سیاحتی مجمع الجزایر ایزو سفر کرد. در داخل توکیو دو ترمینال توکائی کیسن وجود دارد. ترمینال واقع در یوکوهاما بنام اوسان باشی (横浜／大さん橋ターミナル) و دیگری ترمینال واقع در ایستگاه هاماماتسوماچی (浜松町駅) (یکی از ایستگاه‌های خط یامانُوتِه‌سن) بنام تاکه شیبا ( 東京・竹芝客船ターミナル ).